# Holm, Nordland
Holm är en kyrkby i Bindals kommun i Nordland fylke i norra Norge. Orten ligger där fylkesväg 17 möter fylkesväg 7208, på den södra sidan av Bindalsfjorden. Den har, som en del av fylkesväg 17, färjeförbindelse med orten Vennesund i Sømna kommun, på andra sidan fjorden. Här finns Solstads kyrka.

## Bilder

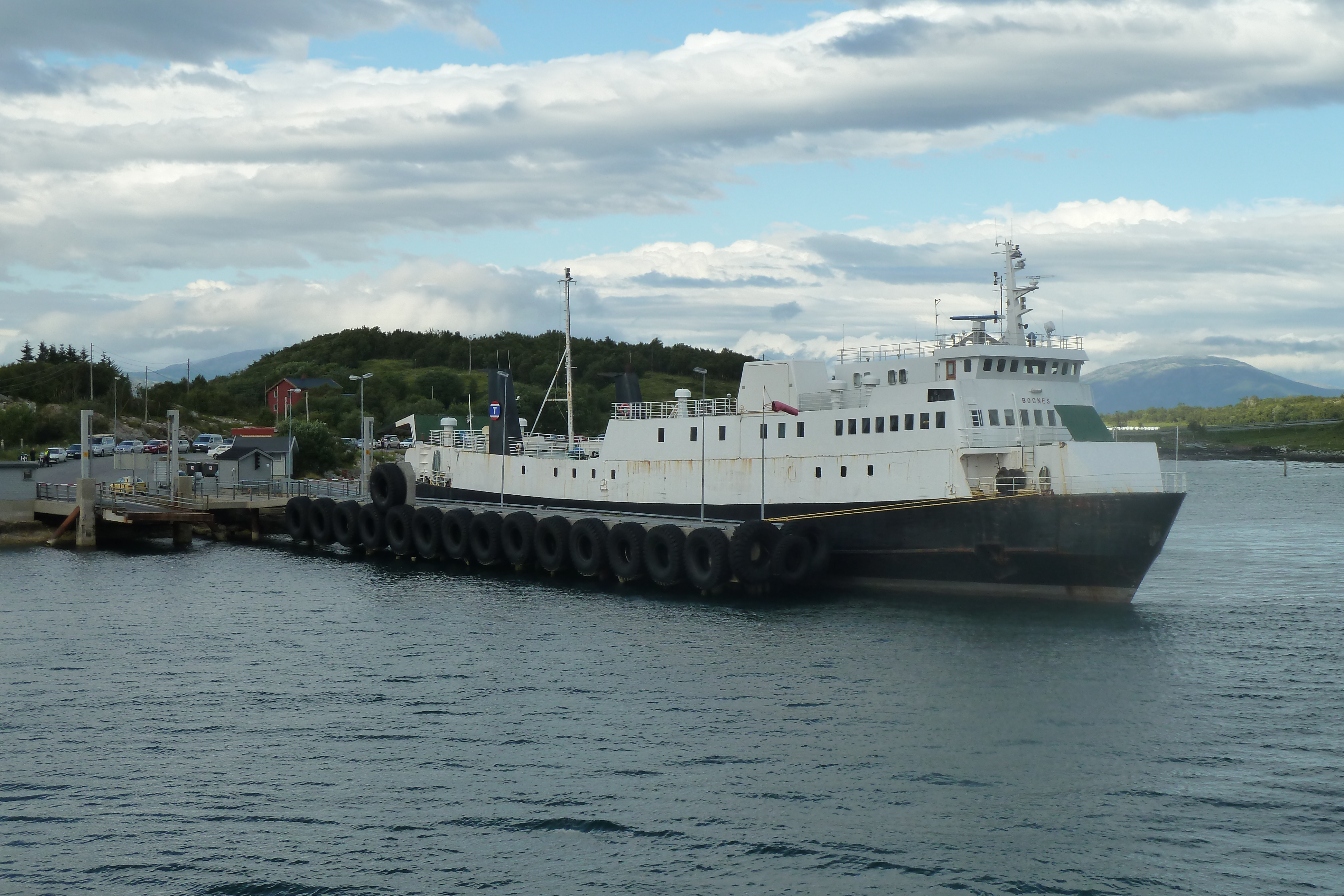
Färjeläget i Holm.
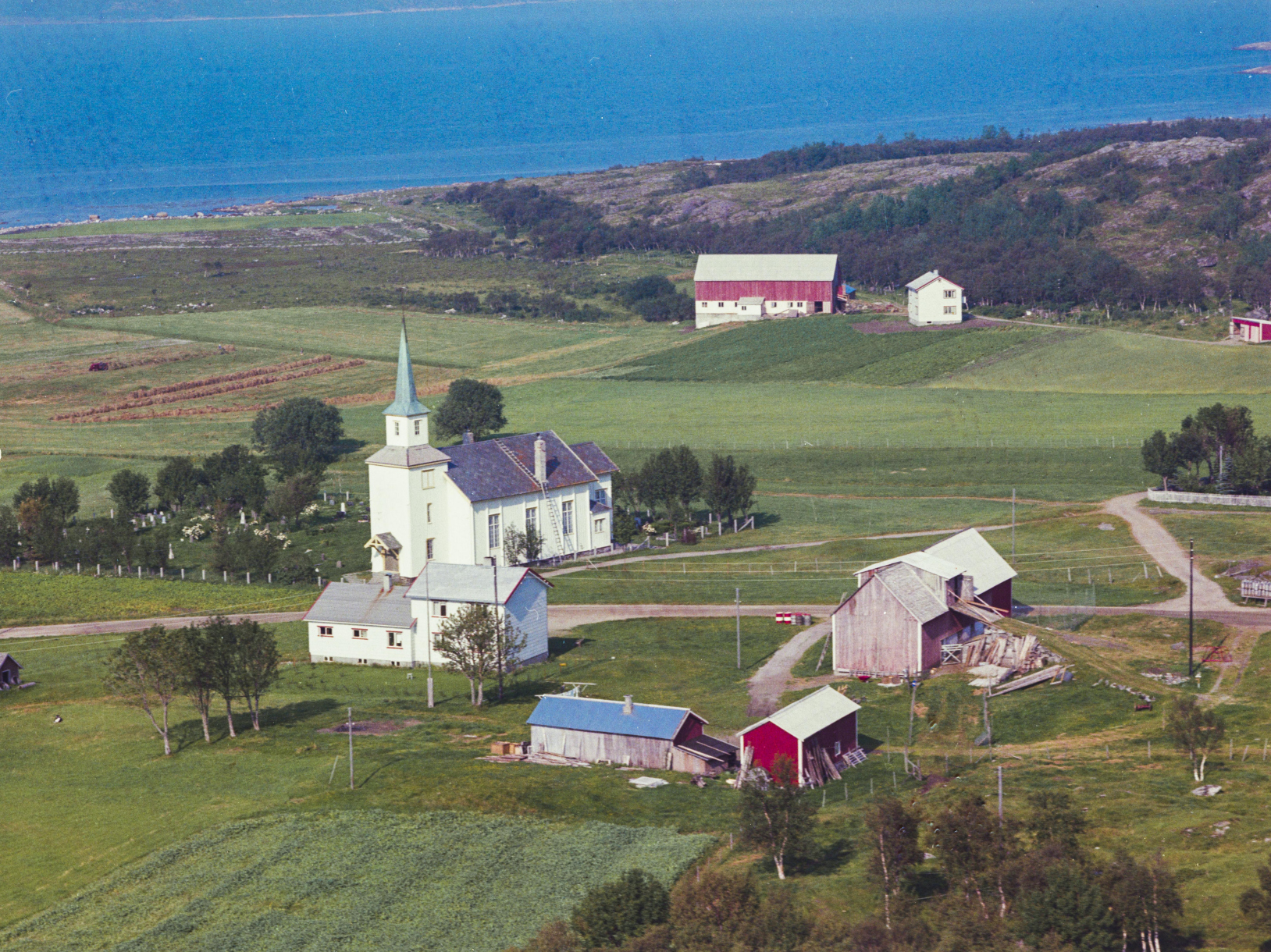
Solstads kyrka 1964.